# وبر صخري
الوَبْر الصخري (باللاتينية: Procavia capensis)، ويسمى في لبنان طبسون هو نوع من أنواع الثدييات في ترتيب الوبر. موطنه في أفريقيا والشرق الأوسط. يزن الوبر الصخري 4-5 كجم (8.8-11.0 رطلاً) ولها آذان وليس لها ذيل.

## الخصائص البدنية

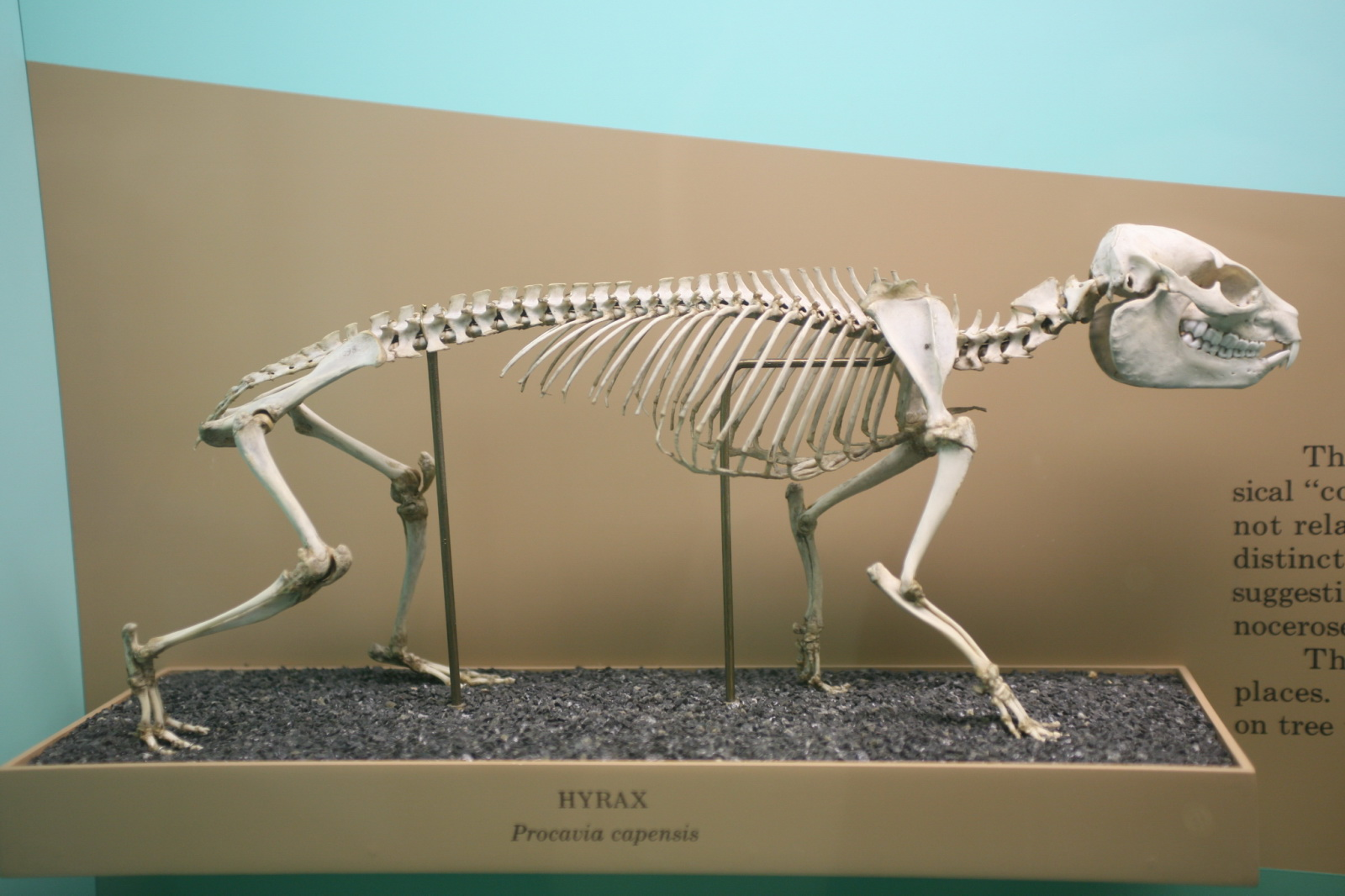
الهيكل العظمي لوبر الصخري

له هيكل عظمي وهو يضاهي حجم الأرنب، لديه زوج من القواطع طويل (يستخدمه للاكل والدفاع عن نفسه) والأضراس التي تشبه تلك التي من وحيد القرن. له أربعة أصابع في الرجلين الأماميتين، وثلاثة في ساقيه الخلفيتين (شبه حيوان إصبعي). لقد كبرت مع منصات أخمص القدم التي يحتفظ بها رطبة من افرازات مثل العرق. الذكورأكبر من الإناث.

## التكاثر والتناسل
تلد الأنثى اثنين أو ثلاثة من الصغار تسمى الشباب بعد فترة حمل طويلة (6 إلى 7 أشهر). تلد الشباب متطورة جدا عند الولادة بعيون مفتوحة تماما ومعطف كامل. الشباب يمكن استيعاب الغذاء الصلب بعد اسبوعين والفطوم في عشرة أسابيع. تنضج الشباب جنسيا بعد 16 شهرا، حيث يبلغ حجم الكبار في ثلاث سنوات، وغالبا ما يعيش عشر سنوات.

## التوزيع والاختلاف الجغرافي
يوجد الوبر الصخري في أفريقيا جنوب الصحراء الكبرى، باستثناء حوض الكونغو ومدغشقر. يشمل التوزيع جنوب الجزائر وليبيا ومصر والشرق الأوسط، كما تتواجد في فلسطين والأردن ولبنان وشبه الجزيرة العربية. تم إدخال السلالات الشمالية إلى جبل حفيت الواقعة على حدود عمان والإمارات العربية المتحدة.
يتواجد عدد من الوبر الصخري في جنوب المملكة العربية السعودية، وتحديدًا في نجران. كما يمتد انتشارها في سلسلة جبال طويق وأجا وسلمى في شمال المملكة والحرات.
تختلف درجة لون جلودها لكلِّ فرد منها كما تختلف حسب الإقليم المتواجدة فيه. على وجه الخصوص، فإن البقع الظهرية (الموجودة في كلا الجنسين) من المجموعات السكانية المركزية متغيرة للغاية، تتراوح من الأصفر إلى الأسود، أو المنقطة. في المجموعات السكانية البعيدة، تكون هذه أكثر ثباتًا في اللون.
تتواجد هذه الحيوانات بحجم أكبر وبشعر أطول بوفرة في الركام الجليدي لمنطقة الألب في جبال كينيا.

### النويعات
- دَمَان أو وَبْر النوبة (باللاتينية: P. c. ruficeps)
- دَمَان أو وَبْر سوري أو طُبْسُون (باللاتينية: P. c. syriacus)
- دَمَان أو وَبْر حبشي (باللاتينية: P. c. Abbysinica)

## الحياة الاجتماعية

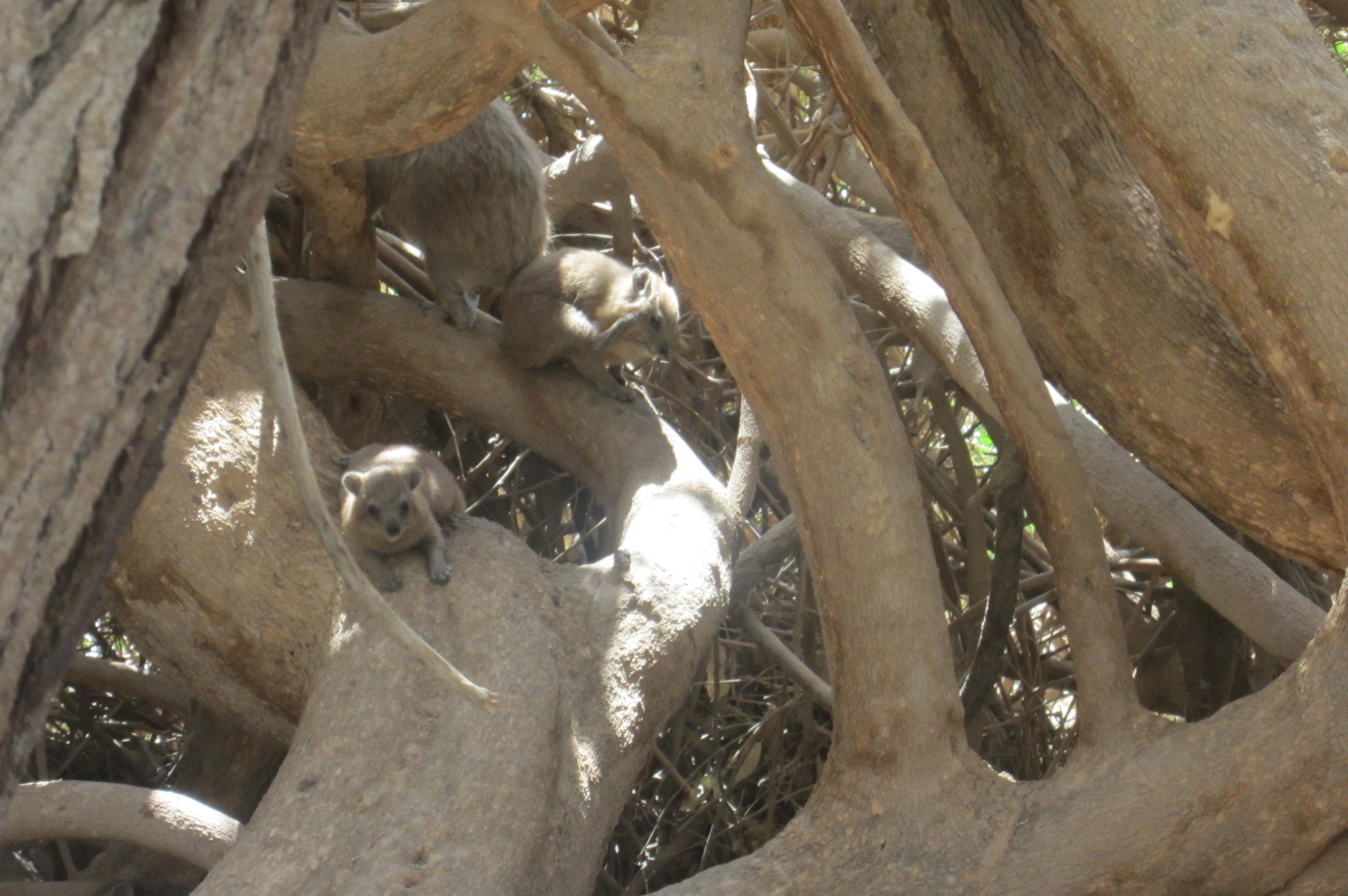
صخرة الوبر الاسترخاء على الأشجار في مدخل عين جدي المحميات الطبيعية

انهم يعيشون في مجموعات تصل إلى 80 فردا. هذه المجموعات مقسمة إلى مجموعات فرعية التي يرأسها الذكور البالغين. يقضون معظم وقتهم في الراحة في تجاويف الكبيرة وحدها أو الاستلقاء في الشمس. هذا السلوك هو المرجح لمساعدتهم على تنظيم درجة حرارة الجسم تختلف باختلاف درجة الحرارة المحيطة.

## في العلاج الطبيعي
تنتج كائنات الوبر الصخري كميات كبيرة من Hyraceum (خليط لزج من البراز والبول) والمعروف باسم الحجر الأفريقي يستخدمه سكان جنوب أفريقيا في العلاج التقليدي الشعبي في العديد من الأمراض والاضطرابات الطبية مثل الصرع والتشنجات. وما زالت تستخدم كذلك في صناعة العطور؛ حيث يتم صبغه بالكحول لإنتاج مسك حيواني طبيعي.

## علاقته بالحيوانات الأخرى

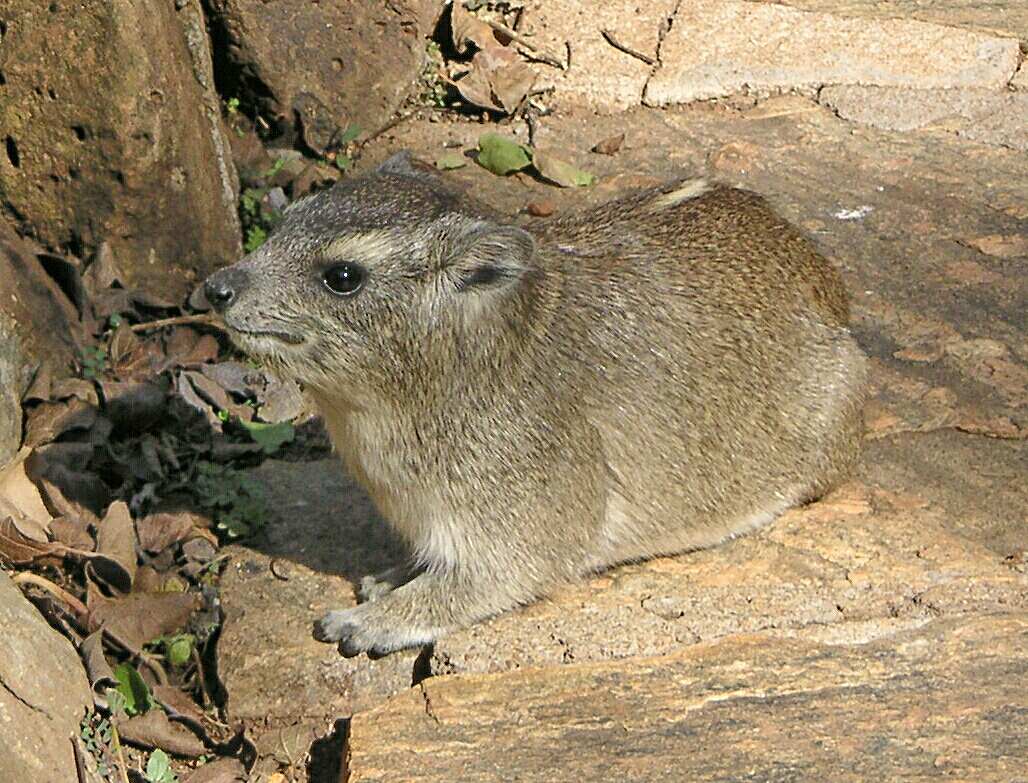
وبر الصخري

منذ فترة طويلة اعتبر وبر الصخري من اقرب الاقارب للفيلة. ولكن جميع العلماء لا يشاطره هذا الرأي. الدراسات المورفولوجية والجزيئية تبين أنه غير متشابه مع الفيلة لعدم ارتباطها بأي شيء (البنية.الحياة الاجتماعية).

## معرض صور

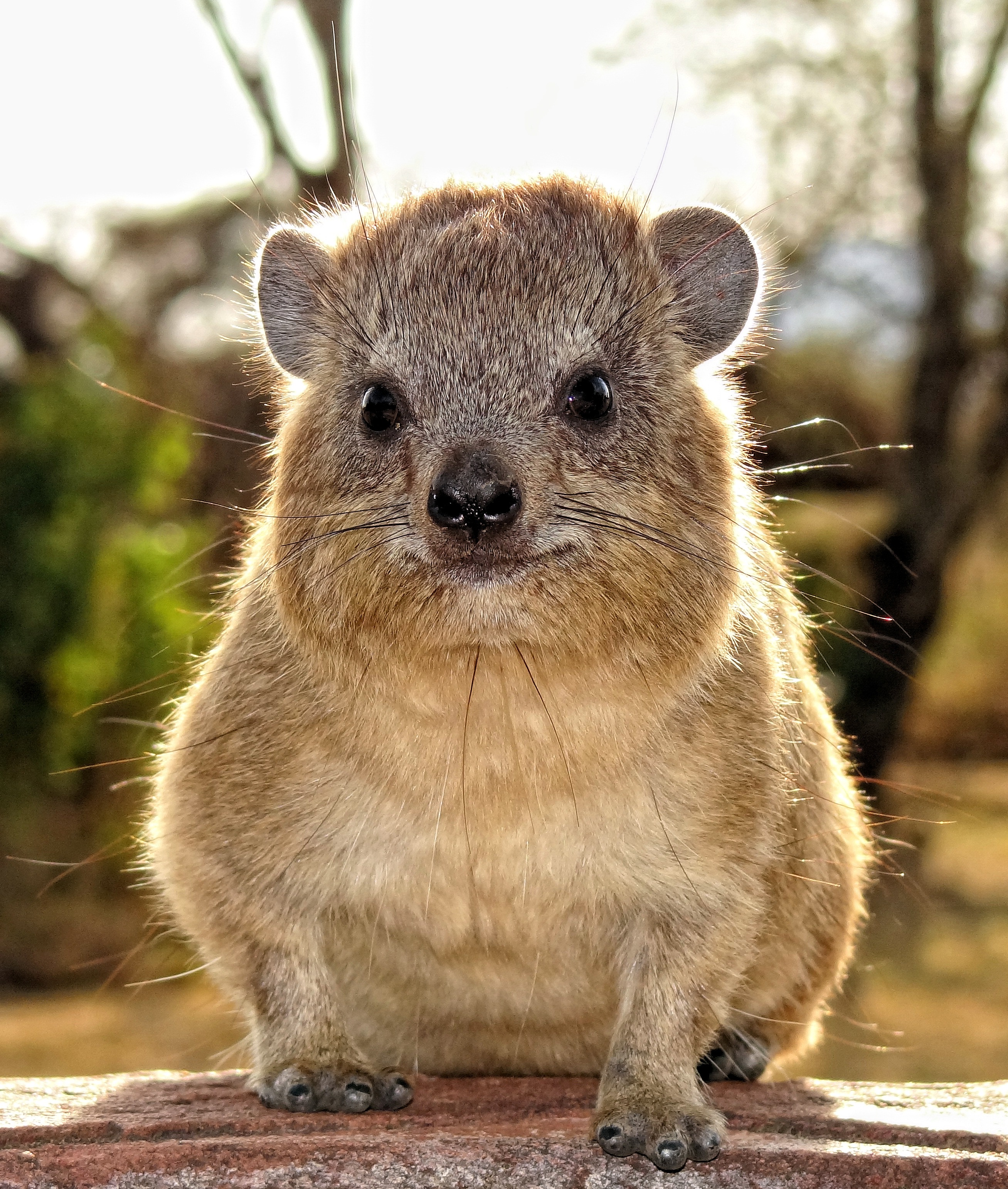
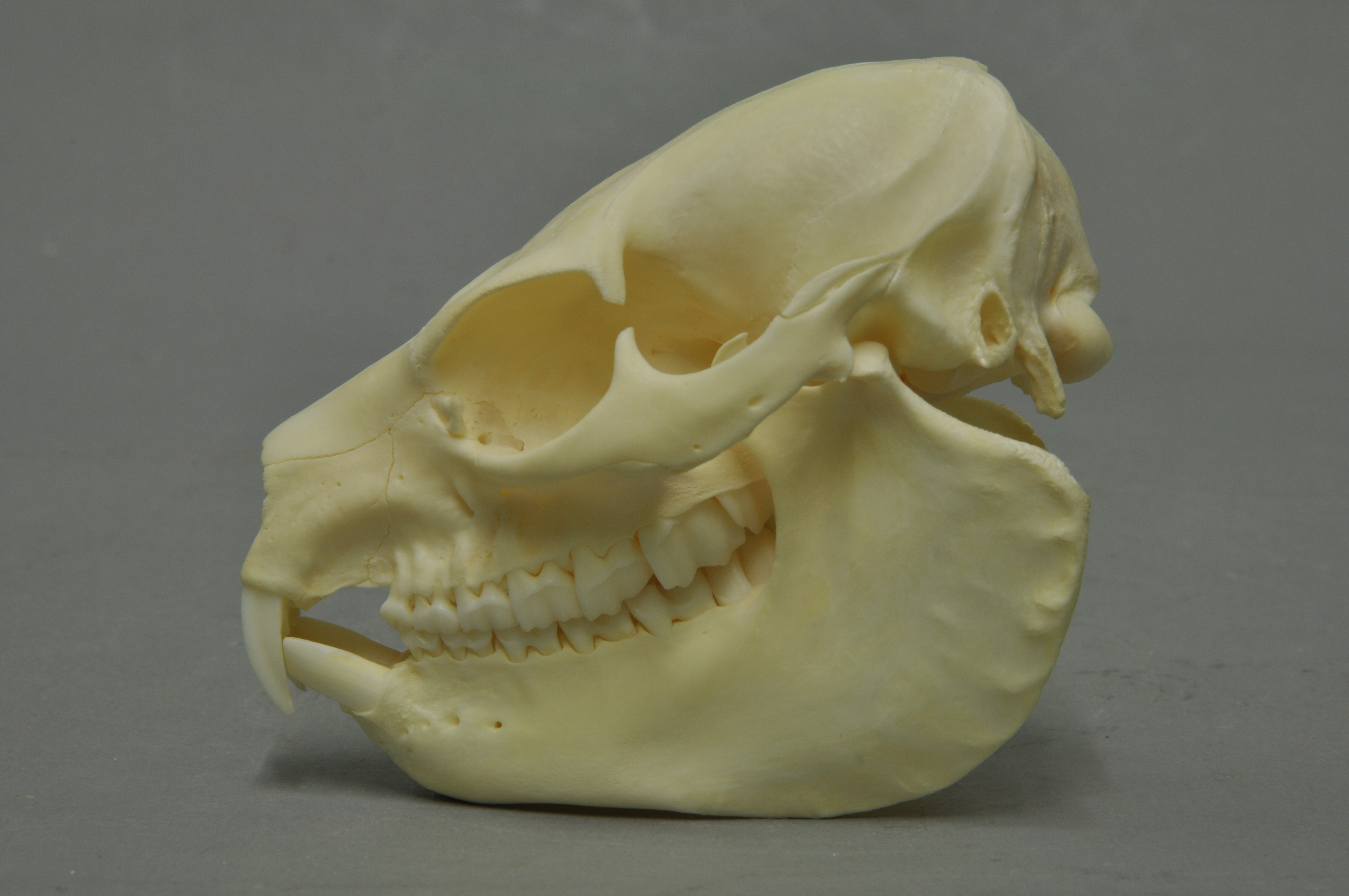
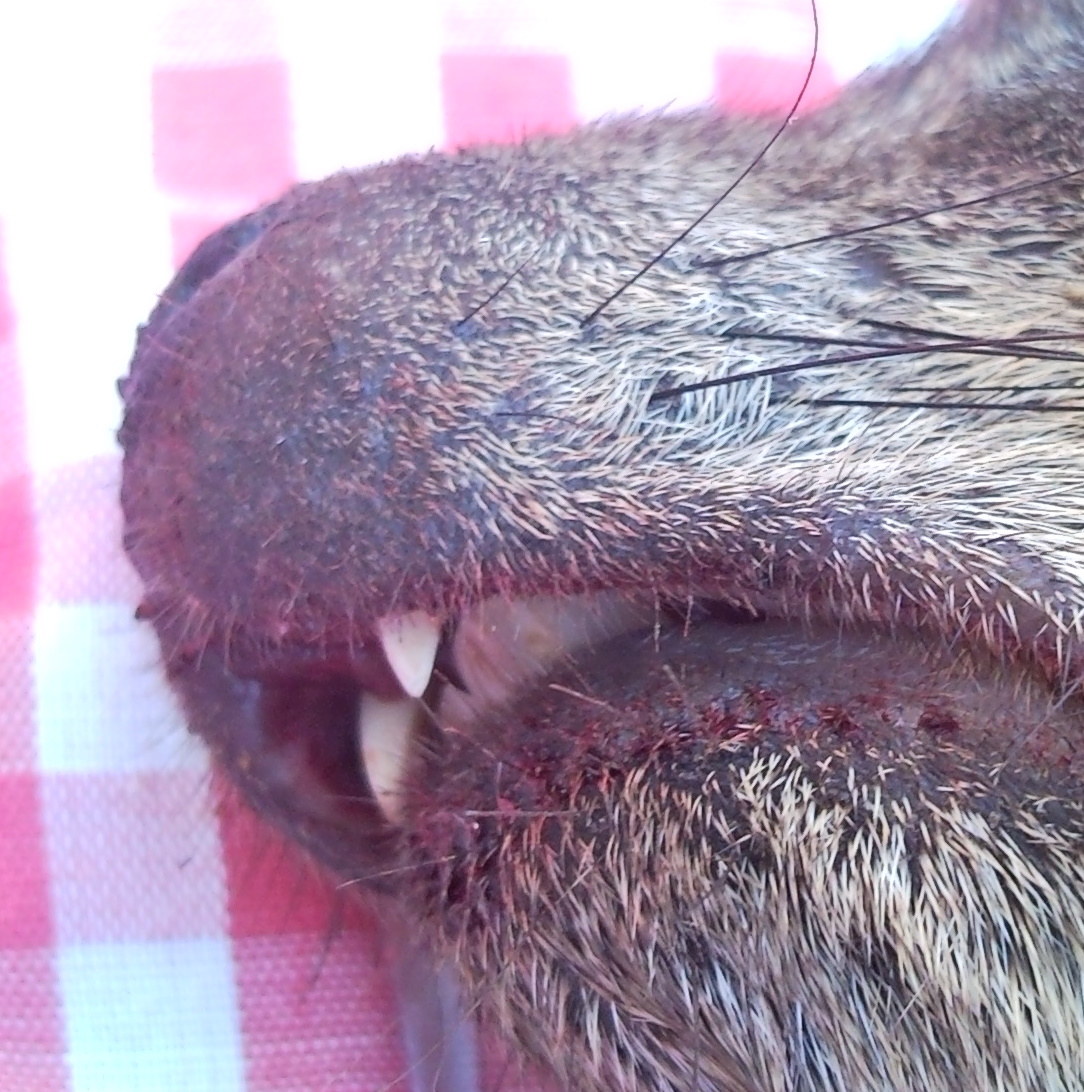